# Rovertsche Heide
De Rovertsche Heide, ook Rovertse Heide of Roovertsche Heide genoemd is een natuurgebied met bos en heide van 477 ha in de gemeente Hilvarenbeek. Het gebied bevindt zich ten westen van Esbeek.
De Rovertsche heide wordt in het noorden begrensd door de Roovertse dijk, in het zuiden door de oude trambaan, het tracé van de vroegere stoomtram Tilburg-Poppel. Ten zuiden hiervan bevindt zich Landgoed de Utrecht. in het oosten door de landbouwgronden rond Hilvarenbeek en Esbeek. Een deel van het gebied staat bekend als Aalst heide. Ten westen van het gebied ligt een ven, het Papschot, dat onderdeel uitmaakt van het aangrenzende landgoed Gorp en Roovert. In het noorden ligt het dal van de Rovertse Leij met vochtig loofbos.

## Geschiedenis
Tot 1893 maakte de Rovertsche heide deel uit van de uitgestrekte heidevelden aan weerszijden van de Belgisch-Nederlandse grens. Toen werd het gekocht door de Oranjebond van Orde, die er mensen uit de stad liet werken om aldaar de sociale onrust tegen te gaan. Het gebied werd ontgonnen en vanaf 1910 beplant met voornamelijk Grove den. Het huis Oranjebond, nabij de parkeerplaats, herinnert nog aan deze episode.
In 1923 werd de Oranjebond opgeheven, en het gebied werd overgedragen aan de Heidemij. Tot 1940 werd verdergegaan met de aanleg van het productiebos. Slechts een klein perceel heiderestant bleef over.
In 1976 werd het gebied gekocht door de Stichting Brabants Landschap. Nu begon men weer met omvorming tot natuurgebied. Een aantal brede bospaden, aangelegd ten behoeve van de bosbouw, werd opgeheven. Ook afwateringssloten werden gedicht, waardoor weer vernatting optrad. Van 1978-1993 werd 100 ha bos gekapt en ontstond weer een grote vlakte. De oorspronkelijk toegepaste intensieve begrazing was geen succes. Zeer extensieve begrazing met haflingers, gecombineerd met plaggen, werkte veel gunstiger voor het heideherstel.
In 2007 werd het Rovertsven in het noorden van het gebied gerestaureerd.

## Natuur
Op de natte heide treft men weer Moeraswolfsklauw en Witte waterranonkel aan. Deze waren al 20 jaar uit het gebied verdwenen. Daarnaast vestigden Duizendknoopfonteinkruid en Moerashertshooi zich. Van de vogels kunnen de Dodaars, Wintertaling, Wulp, Veldleeuwerik, Geoorde fuut en Zwartkopmeeuw worden genoemd. Ook bevindt zich in het gebied een Kokmeeuwenkolonie.
De Rovertsche heide maakt deel uit van het Natura 2000 gebied Kempenland-West, o.a. wegens de aanwezigheid van vochtige heiden en het voorkomen van de drijvende waterweegbree.
Het gebied is vrij toegankelijk en er is een aantal rondwandelingen uitgezet.